# Cristall (vidre)

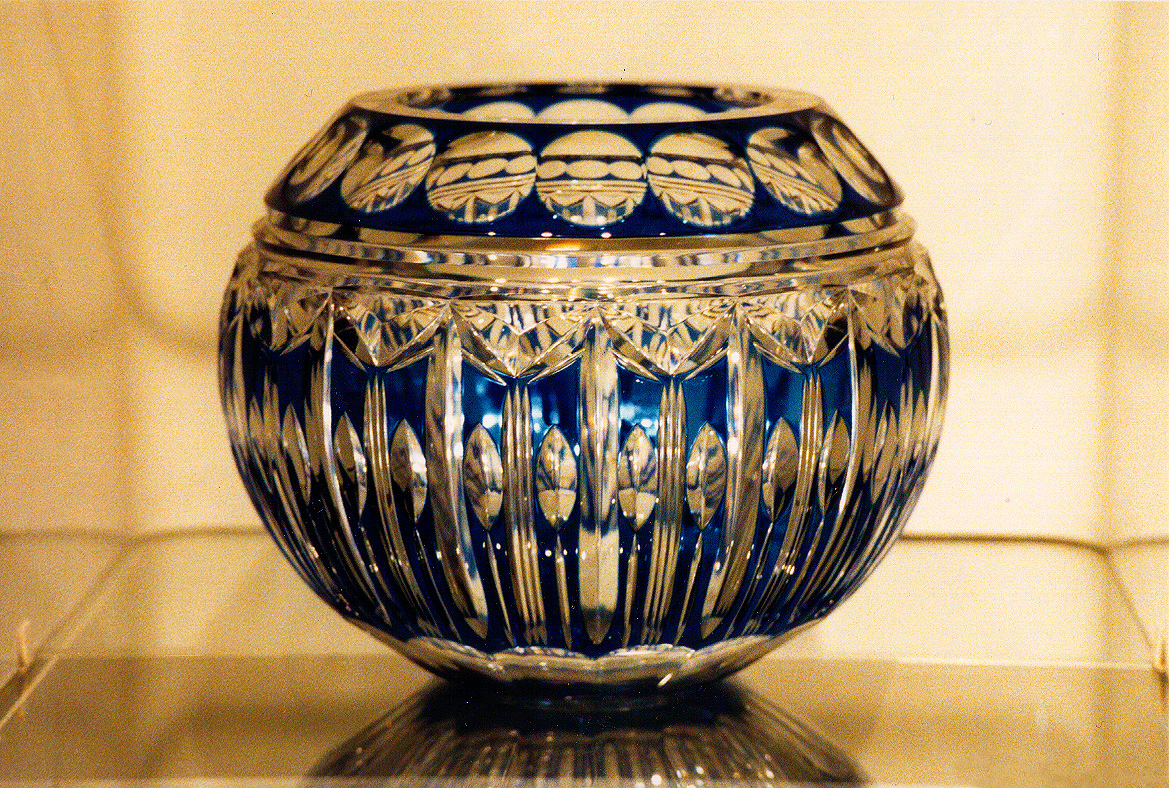
Vas de cristall al plom art déco el museu de Val-Saint-Lambert a Seraing (Bèlgica)

El cristall és una mena de vidre fet amb òxid de plom en comptes d'òxid de calci que es fa servir en vidre ordinari. El cristall té propietats òptiques que el fan útil sobretot per a finalitats decoratives o tècniques. Contràriament al vidre ordinari que té una lluor verd-blauenca, el cristall és gairebé totalment incolor, i tallat reflecteix la llum en totes les direccions. Són matèries parents, però molt diferents.
Segons la norma europea ha de contenir un mínim de 24% de plom per poder utilitzar el terme «cristall»
Té una sonoritat particular molt clara. Cristall fi es pot fer servir per construir un copòleg, amb millor resonància que el vidre ordinari tot i que no és indispensable. S'empra en les pantalles dels tubs de raigs catòdics com a protecció contra l'exposició a raigs X. El cristall sovint es fa servir en aparells d'il·luminació d'alta gamma.

## Propietats
Afegir òxid de plom al vidre n'augmenta l'índex de refracció i a més es fon a una temperatura més baixa. Això en facilita el treball i la modelació. Les propietats òptiques es deuen a l'alta densitat del plom. La lluentor depèn de l'índex de refracció, que augmenta també la dispersió de la llum, la separació de llum en els seus espectres, tal com passa en un prisma.
El gran radi iònic de l'ió Pb2+ li dona una alta immobilitat a la retícula atòmica i dificulta el moviment d'altres ions; el que els confereix una alta resistència elèctrica, uns dos ordres de magnitud superior que al vidre alcalí (108.5 contra 106.5 Ohm·cm, en corrent continu a 250 °C).
Per la composició química particular, s'ha de reciclar de manera separada del vidre ordinari, com que pot fer espatllar els forns de reciclatge de vidre ordinari.

## Norma europea
El 1969 el consell de la Unió Europea va harmonitzar la terminologia, que va ser actualitzat el 2007. El cristall superior (mínim 30% de plom) i el cristall al plom (24-30%) són els únics que poten portar la paraula de cristall, en qualsevol país de la Unió. Ha de portar una etiqueta de forma circular. Unes termes només es poden utilitzar per a vidre especial amb menys de plom o sense plom, només en els països que ho fabriquen com ara sonoorglas (nl, ‘vidre sonor’), kristallijnglas (nl), cristallin (fr), Kristallglass (de), que contenen sols i o una combinació de mínimament 10% d'òxid de plom, de bari, de potassi o zinc.